# Szczaw ukraiński
Szczaw ukraiński (Rumex ucranicus Fisch.) – gatunek rośliny z rodziny rdestowatych. Występuje w Europie i Azji, w strefie klimatów umiarkowanych.
W Polsce rośnie tylko w dolinach: Wisły i Bugu.

## Morfologia
ŁodygaCienka, gałęzista, rozesłana lub wznosząca się, o wysokości 10–30 cm.
LiścieDługoogonkowe; podstawa blaszki u liści środkowych ucięta lub klinowata.
KwiatyZebrane w przerywany, luźny kwiatostan. Wewnętrzne listki okwiatu o długości około 2 mm, zaostrzone, z dużymi, jajowatymi guzkami, które zajmują prawie całą szerokość listków oraz z trzema-czterema szczecinkami z każdej strony.
OwocTrójgraniasty, jednonasienny orzeszek. Roślina czerwona podczas owocowania.

## Biologia i ekologia
Roślina jednoroczna lub dwuletnia. Kwitnie od lipca do września. Rośnie na piaszczystych brzegach rzek. Liczba chromosomów 2n =40.

## Zagrożenia i ochrona
Roślina umieszczona na polskiej czerwonej liście w kategorii EN (zagrożony).